# 박하 (레이싱 모델)
박하(본명: 박성아, 1992년 2월 22일 ~)는 대한민국의 레이싱 모델이다.

## 내력
2014년 레이싱 모델로서 활동을 시작했으며 2016년 종합격투기 단체 로드 FC의 라운드 걸로 발탁되었다. 공개 오디션으로 진행된 제 2회 로드 FC 로드걸 선발대회에 출전한 그녀는 최종 라운드 4강까지 올랐지만, 개인적인 사정으로 4강 오디션에 참석하지 못하면서 우승의 자리를 임지우에게 내주고 말았다. 하지만 로드 FC 028 대회에서 스페셜 로드걸로 1차례 참여한 바 있다.

## 모델 경력

### 레이싱 모델
- 2014 한중 모터스포츠 페스티벌
- 2014 봉피양 원레이싱팀 전속

### 에이빙 모델
- 2014 럭셔리 슈퍼카 위켄드 코리아 포즈

### 라운드 걸
- 2016 Road FC 028